# Парабола
 Тази статия е за геометричната крива.  За литературния вид вижте Парабола (литература).  
Параболата е геометрично място на всички точки от равнината, които се намират на равни разстояния от една фиксирана точка F и от фиксирана права l в същата равнина. Точката F се нарича фокус, а l – директриса на параболата. Тя може да бъде представена като конично сечение, получено от пресичането на прав кръгов конус с равнина, успоредна на негова образувателна. Дефинираният за коничните сечения елипса и хипербола числен ексцентрицитет е като отношение между разстоянието от точка на коничното сечение до единия от фокусите и разстоянието от същата точка до съответната директриса има за параболата по дефиниция стойност 1. Вследствие на това могат да се построяват точки от параболата, като се начертае права, успоредна на l на разстояние а и се пресече с окръжност с център F и радиус а.
Параболата е неразпадащо се конично сечение без център. В декартова координатна система тя има уравнение
y2 = 2 p x.
Върхът ѝ е с координати (0,0), фокусът – (p /2, 0), а директрисата има уравнение x = – p /2. Нейна ос е оста х. Едно параметрично представяне на параболата е
x = (p /2) t2, y = p t.
В декартови координати парабола с ос, успоредна на оста y, връх (h, k), фокус (h, k + p) и директриса y = k – p, където p е разстоянието от върха до фокуса, се описва с уравнението:
{\displaystyle (x-h)^{2}=4p(y-k)\,}
или
{\displaystyle (y-k)={\frac {1}{4p}}(x-h)^{2}\,}
Правата през фокуса, перпендикулярна на директрисата на параболата, е ос на симетрия на параболата и се нарича ос на параболата – пресича я в нейния връх, който разполовява разстоянието р от фокуса F до директрисата l. Хордата през F, перпендикулярна на оста, има дължина 2р.
Числото 2р се нарича параметър на параболата. Видът на параболата зависи от този параметър. При p = 0 тя се изражда в двоен лъч.